# Bordeaux B
Bordeaux B', bordeaux ácido ou 'é um composto orgânico, um corante azo, de fórmula C20H12N2Na2O7S2, SMILES C1=CC=C2C(=C1)C=CC=C2NN=C3C4=C(C=C(C=C4)S(=O)(=O)[O-])C=C(C3=O)S(=O)(=O)[O-].[Na+].[Na+], massa molecular 502,43 (massa molar 502,428019 g/mol). É classificado com o C.I. 16180 e número CAS 5858-33-3. É uma substância irritante.

## Obtenção
É obtido pela diazotação da 1-naftilamina e copulação com o ácido 3-hidroxinaftaleno-2,7-dissulfônico.